# Liste der Fornminnen in Timrå

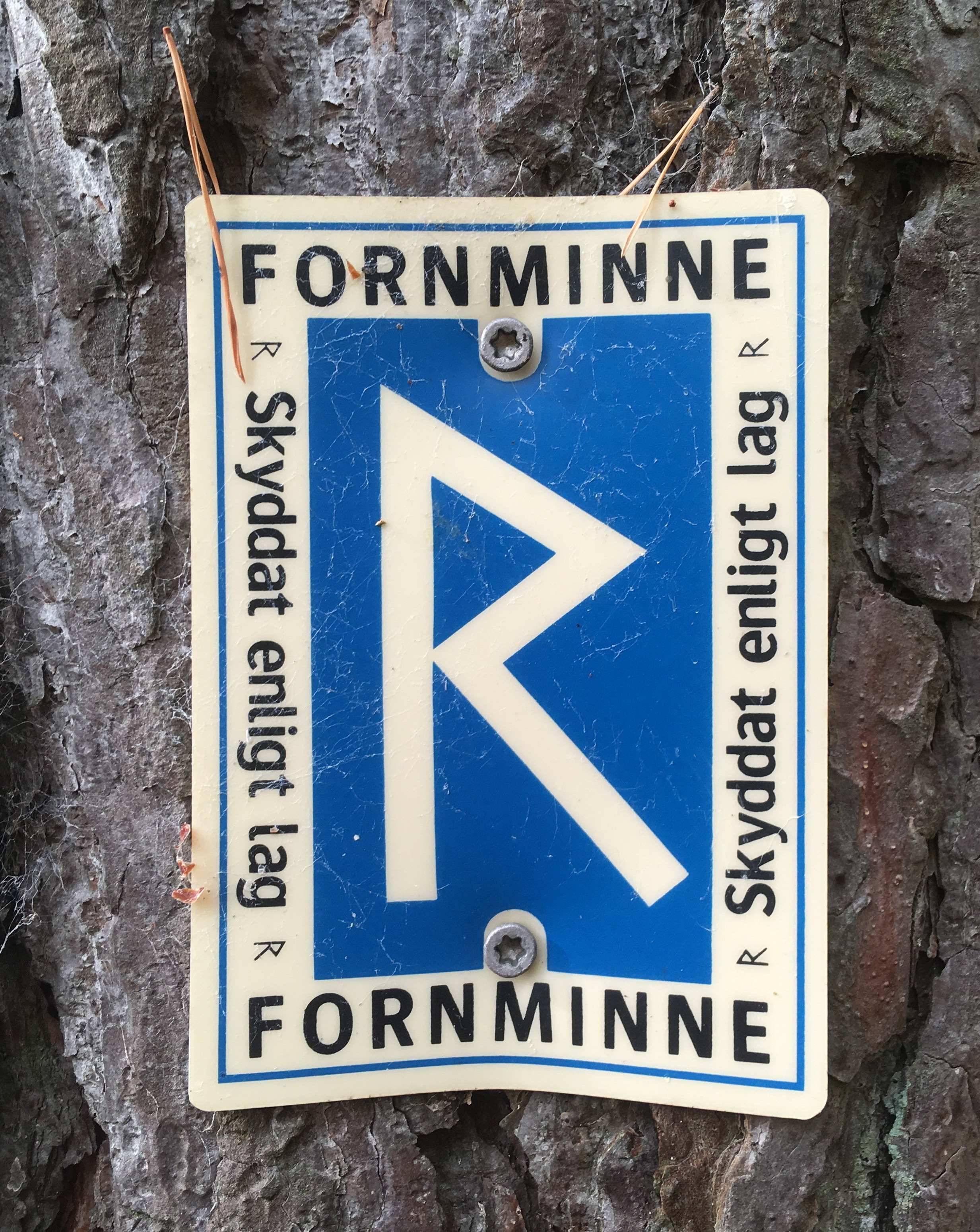
Zeichen für „Fornminnen“ in Schweden

Diese Liste der Fornminnen in Timrå zeigt die „Alten/antiken Denkmale“ (schwedisch fornminnen) im ehemaligen Socken Timrå in der heutigen Gemeinde Timrå der schwedischen Provinz Västernorrlands län, sie ist eine Teilliste der „Liste der Fornminnen in Västernorrland“. Die Aufteilung basiert auf der historischen Zuordnung der Gebiete in Socken (siehe auch) und der Einteilung des Zentralamts für Denkmalpflege Riksantikvarieämbetet (RAÄ). Es werden die Fornminnen aufgeführt, die auf dem Suchdienst „Fornsök“ registriert sind, welcher weitere Informationen zu den bekannten kulturhistorischen Überresten in Schweden enthält.

## Begriffserklärung
Fornminnen (schwedisch für alte/antike Denkmale oder archäologische Funde) sind in Schweden alte Objekte und archäologische Funde (Fornlämningar), welche die Überreste menschlicher Aktivitäten in der Vergangenheit bezeichnen, die durch frühere Nutzung entstanden sind und dauerhaft aufgegeben wurden. Dabei gilt für Fornminnen, die vor 1850 entstanden sind, dass sie automatisch durch das Gesetz geschützt sind. Aber auch jüngere Überreste können zu Bodendenkmalen erklärt werden, wenn sie sich an ihrem ursprünglichen Standort befinden und weitgehend erdgebunden sind. Als Fornminnen zählen u. a. Siedlungen und Siedlungsreste aus prähistorischer Zeit, Gräber und Grabstätten, Burgruinen, Ruinen von Klöstern, Kirchen und Schlössern, Steine und Felsen mit Inschriften und Bildern (z. B. Runensteine und Petroglyphen), insofern sie nicht schon als Einzeldenkmal unter Byggnadsminnen (schwedisch für Baudenkmale) oder kyrkliga Kulturminnen (schwedisch für kirchliches Kulturgut) ausgewiesen sind.

## Legende
| ID           | = | ID.Nr. des Denkmalregisters (Fornsök) im schwedische Amt für nationales Kulturerbe (Riksantikvarieämbetet (RAÄ)) |
| Lage         | = | Koordinatenangabe des Standorts                                                                                  |
| Bezeichnung  | = | Bezeichnung des Denkmalobjekts (auch RAÄ-Nr.)                                                                    |
| Beschreibung | = | Name (Denkmaltyp/Dokumentenverweis im Arkivsök) sowie eine kurze Beschreibung des Objekts                        |
| Bild         | = | Bild des Objekts sowie Verweis auf weitere Bilder                                                                |

## Fornminnen Timrå
| ID             | Lage    | Bezeichnung (RAÄ-Nr.) | Beschreibung | Bild           |
| -------------- | ------- | --------------------- | --- | -------------- |
| 10250100020001 | (Karte) | Timrå 2:1             | Timrå 2:1 (Gräberfeld / L1935:7081) auch als schwedisch „Brushammarn“ bezeichnet, Beschreibung ergänzen | Weitere Bilder |
| 10250100030001 | (Karte) | Timrå 3:1             | Timrå 3:1 (Steinhügelgrab / L1935:7065) Beschreibung ergänzen | Weitere Bilder |
| 10250100040001 | (Karte) | Timrå 4:1             | Timrå 4:1 (Grabhügel / L1935:6400) Beschreibung ergänzen | Weitere Bilder |
| 10250100040002 | (Karte) | Timrå 4:2             | Timrå 4:2 (Grabhügel / L1935:6332) Beschreibung ergänzen | Weitere Bilder |
| 10250100040003 | (Karte) | Timrå 4:3             | Timrå 4:3 (Grabhügel / L1935:6401) Beschreibung ergänzen | Weitere Bilder |
| 10250100050001 | (Karte) | Timrå 5:1             | Timrå 5:1 (Steinhügelgrab / L1935:7145) Beschreibung ergänzen | Weitere Bilder |
| 10250100060001 | (Karte) | Timrå 6:1             | Timrå 6:1 (Grabhügel / L1935:6946) Beschreibung ergänzen | Weitere Bilder |
| 10250100060002 | (Karte) | Timrå 6:2             | Timrå 6:2 (Grabhügel / L1935:6457) Beschreibung ergänzen | Weitere Bilder |
| 10250100060003 | (Karte) | Timrå 6:3             | Timrå 6:3 (Steinsetzung / L1935:7013) Beschreibung ergänzen | Weitere Bilder |
| 10250100080001 | (Karte) | Timrå 8:1             | Timrå 8:1 (Grabhügel / L1935:7548) Beschreibung ergänzen | Weitere Bilder |
| 10250100080002 | (Karte) | Timrå 8:2             | Timrå 8:2 (Grabhügel / L1935:7070) Beschreibung ergänzen | Weitere Bilder |
| 10250100090001 | (Karte) | Timrå 9:1             | Timrå 9:1 (Grabhügel / L1935:7620) Beschreibung ergänzen | Weitere Bilder |
| 10250100100001 | (Karte) | Timrå 10:1            | Timrå 10:1 (Grabhügel / L1935:7066) Beschreibung ergänzen | Weitere Bilder |
| 10250100100002 | (Karte) | Timrå 10:2            | Timrå 10:2 (Grabhügel / L1935:7150) Beschreibung ergänzen | Weitere Bilder |
| 10250100100003 | (Karte) | Timrå 10:3            | Timrå 10:3 (Grabhügel / L1935:6463) Beschreibung ergänzen | Weitere Bilder |
| 10250100110001 | (Karte) | Timrå 11:1            | Timrå 11:1 (Steinsetzung / L1935:7143) Beschreibung ergänzen | Weitere Bilder |
| 10250100110002 | (Karte) | Timrå 11:2            | Timrå 11:2 (Steinsetzung / L1935:7144) Beschreibung ergänzen | Weitere Bilder |
| 10250100120001 | (Karte) | Timrå 12:1            | Timrå 12:1 (Steinsetzung / L1935:6552) Beschreibung ergänzen | Weitere Bilder |
| 10250100130001 | (Karte) | Timrå 13:1            | Timrå 13:1 (Grabhügel / L1935:6458) Beschreibung ergänzen | Weitere Bilder |
| 10250100130002 | (Karte) | Timrå 13:2            | Timrå 13:2 (Grabhügel / L1935:7084) Beschreibung ergänzen | Weitere Bilder |
| 10250100140001 | (Karte) | Timrå 14:1            | Timrå 14:1 (Grabhügel / L1935:6535) Beschreibung ergänzen | Weitere Bilder |
| 10250100150001 | (Karte) | Timrå 15:1            | Timrå 15:1 (Grabhügel / L1935:7164) Beschreibung ergänzen | Weitere Bilder |
| 10250100160001 | (Karte) | Timrå 16:1            | Timrå 16:1 (Grabhügel / L1935:6403) Beschreibung ergänzen | Weitere Bilder |
| 10250100170001 | (Karte) | Timrå 17:1            | Timrå 17:1 (Grabhügel / L1935:7071) Beschreibung ergänzen | Weitere Bilder |
| 10250100210001 | (Karte) | Timrå 21:1            | Timrå 21:1 (Grabhügel / L1935:7016) auch als schwedisch „B vsv“ bezeichnet, Beschreibung ergänzen | Weitere Bilder |
| 10250100210002 | (Karte) | Timrå 21:2            | Timrå 21:2 (Steinsetzung / L1935:6543) auch als schwedisch „B vsv“ bezeichnet, Beschreibung ergänzen | Weitere Bilder |
| 10250100210003 | (Karte) | Timrå 21:3            | Timrå 21:3 (Steinsetzung / L1935:6542) auch als schwedisch „B vsv“ bezeichnet, Beschreibung ergänzen | Weitere Bilder |
| 10250100210004 | (Karte) | Timrå 21:4            | Timrå 21:4 (Steinsetzung / L1935:6464) auch als schwedisch „B vsv“ bezeichnet, Beschreibung ergänzen | Weitere Bilder |
| 10250100230001 | (Karte) | Timrå 23:1            | Timrå 23:1 (Grabhügel / L1935:6939) Beschreibung ergänzen | Weitere Bilder |
| 10250100230002 | (Karte) | Timrå 23:2            | Timrå 23:2 (Grabhügel / L1935:6524) Beschreibung ergänzen | Weitere Bilder |
| 10250100240001 | (Karte) | Timrå 24:1            | Timrå 24:1 (Steinsetzung / L1935:7009) Beschreibung ergänzen | Weitere Bilder |
| 10250100240003 | (Karte) | Timrå 24:3            | Timrå 24:3 (Steinsetzung / L1935:7008) Beschreibung ergänzen | Weitere Bilder |
| 10250100240004 | (Karte) | Timrå 24:4            | Timrå 24:4 (Steinsetzung / L1935:6995) Beschreibung ergänzen | Weitere Bilder |
| 10250100250001 | (Karte) | Timrå 25:1            | Timrå 25:1 (Gräberfeld / L1935:7017) Beschreibung ergänzen | Weitere Bilder |
| 10250100260001 | (Karte) | Timrå 26:1            | Timrå 26:1 (Grabhügel / L1935:6609) Beschreibung ergänzen | Weitere Bilder |
| 10250100270001 | (Karte) | Timrå 27:1            | Timrå 27:1 (Grabhügel / L1935:7151) Beschreibung ergänzen | Weitere Bilder |
| 10250100280001 | (Karte) | Timrå 28:1            | Timrå 28:1 (Steinsetzung / L1935:6095) Beschreibung ergänzen | Weitere Bilder |
| 10250100300001 | (Karte) | Timrå 30:1            | Timrå 30:1 (Grabhügel / L1935:6226) Beschreibung ergänzen | Weitere Bilder |
| 10250100300002 | (Karte) | Timrå 30:2            | Timrå 30:2 (Grabhügel / L1935:6163) Beschreibung ergänzen | Weitere Bilder |
| 10250100300003 | (Karte) | Timrå 30:3            | Timrå 30:3 (Grabhügel / L1935:6921) Beschreibung ergänzen | Weitere Bilder |
| 10250100310001 | (Karte) | Timrå 31:1            | Timrå 31:1 (Steinhügelgrab / L1935:6711) Beschreibung ergänzen | Weitere Bilder |
| 10250100310002 | (Karte) | Timrå 31:2            | Timrå 31:2 (Steinhügelgrab / L1935:6790) Beschreibung ergänzen | Weitere Bilder |
| 10250100320001 | (Karte) | Timrå 32:1            | Timrå 32:1 (Grabhügel / L1936:6791) Reste eines (ca. 5 m Durchmesser, etwa 1 m hoch) ehemaligen Grabhügels (auch als schwedisch „Kläppen“ bezeichnet) am Ostrand der Ortschaft Laggarberg, wahrscheinlich Teil eines ehemaligen Gräberfeldes; Funde eines prähistorischen Halsrings sowie eines Goldrings nachgewiesen. Areal tw. überbaut und unklare abgegrenzt durch Bebauung und aufgetragenes Schottermaterial.                                                                                           | Weitere Bilder |
| 10250100330001 | (Karte) | Timrå 33:1            | Timrå 33:1 (Grabhügel / L1935:7221) Beschreibung ergänzen | Weitere Bilder |
| 10250100330002 | (Karte) | Timrå 33:2            | Timrå 33:2 (Grabhügel / L1935:6773) Beschreibung ergänzen | Weitere Bilder |
| 10250100330003 | (Karte) | Timrå 33:3            | Timrå 33:3 (Grabhügel / L1935:7147) Beschreibung ergänzen | Weitere Bilder |
| 10250100330004 | (Karte) | Timrå 33:4            | Timrå 33:4 (Grabhügel / L1935:6217) Beschreibung ergänzen | Weitere Bilder |
| 10250100340001 | (Karte) | Timrå 34:1            | Timrå 34:1 (Grabstein / L1935:7222) Beschreibung ergänzen | Weitere Bilder |
| 10250100350001 | (Karte) | Timrå 35:1            | Timrå 35:1 (Grabhügel / L1935:7123) Beschreibung ergänzen | Weitere Bilder |
| 10250100350002 | (Karte) | Timrå 35:2            | Timrå 35:2 (Grabhügel / L1935:6587) Beschreibung ergänzen | Weitere Bilder |
| 10250100360001 | (Karte) | Timrå 36:1            | Timrå 36:1 (Gräberfeld / L1935:6539) Beschreibung ergänzen | Weitere Bilder |
| 10250100370001 | (Karte) | Timrå 37:1            | Timrå 37:1 (Grabhügel / L1935:6518) Beschreibung ergänzen | Weitere Bilder |
| 10250100380001 | (Karte) | Timrå 38:1            | Timrå 38:1 (Grabhügel / L1935:7152) Beschreibung ergänzen | Weitere Bilder |
| 10250100380002 | (Karte) | Timrå 38:2            | Timrå 38:2 (Steinsetzung / L1935:7224) Beschreibung ergänzen | Weitere Bilder |
| 10250100420001 | (Karte) | Timrå 42:1            | Timrå 42:1 (Grabhügel / L1935:6544) Beschreibung ergänzen | Weitere Bilder |
| 10250100430001 | (Karte) | Timrå 43:1            | Timrå 43:1 (Grabhügel / L1935:6613) Beschreibung ergänzen | Weitere Bilder |
| 10250100440001 | (Karte) | Timrå 44:1            | Timrå 44:1 (Grabhügel / L1935:6561) Beschreibung ergänzen | Weitere Bilder |
| 10250100510001 | (Karte) | Timrå 51:1            | Timrå 51:1 (Wallburg / L1936:7129) ehemalige Wallburg (auch als schwedisch „Borgberget“ bezeichnet) auf einem Hügel ca. 1 km östlich Bergeforsen; Burgplateau (etwa 140 × 100 m) ist im Süden und Westen durch steile Hänge und im Norden bis Südost durch eine etwa 85 m lange stark erodierte Mauer (ca. 1 m hoch) begrenzt. Auf dem Felsplateau befinden sich Reste ehemaliger Flugabwehrtürme sowie ein gesprengter Schacht; im Westen ist der Burghügel durch Steinabbau und Steinschüttungen zerklüftet. | Weitere Bilder |
| 10250100530001 | (Karte) | Timrå 53:1            | Timrå 53:1 (Grabhügel / L1935:7205) Beschreibung ergänzen | Weitere Bilder |
| 10250100530002 | (Karte) | Timrå 53:2            | Timrå 53:2 (Steinsetzung / L1935:6695) Beschreibung ergänzen | Weitere Bilder |
| 10250100560001 | (Karte) | Timrå 56:1            | Timrå 56:1 (Grabhügel / L1935:7294) Beschreibung ergänzen | Weitere Bilder |
| 10250100570001 | (Karte) | Timrå 57:1            | Timrå 57:1 (Steinhügelgrab / L1935:7295) Beschreibung ergänzen | Weitere Bilder |
| 10250100580001 | (Karte) | Timrå 58:1            | Timrå 58:1 (Steinhügelgrab / L1935:7248) Beschreibung ergänzen | Weitere Bilder |
| 10250101040001 | (Karte) | Timrå 104:1           | Timrå 104:1 (Grabhügel / L1935:7319) Beschreibung ergänzen | Weitere Bilder |